# Alto Parnaíba Piauiense
Alto Parnaíba Piauiense is een van de 15 microregio's van de Braziliaanse deelstaat Piauí. Zij ligt in de mesoregio Sudoeste Piauiense en grenst aan de microregio's Alto Médio Gurguéia, Bertolínia, Chapadas das Mangabeiras (MA) en Gerais de Balsas (MA). De microregio heeft een oppervlakte van ca. 25.525 km². In 2006 werd het inwoneraantal geschat op 39.309.
Vier gemeenten behoren tot deze microregio:
- Baixa Grande do Ribeiro
- Ribeiro Gonçalves
- Santa Filomena
- Uruçuí

Mesoregio's: Centro-Norte Piauiense · Norte Piauiense · Sudeste Piauiense · Sudoeste Piauiense

Microregio's: Alto Médio Canindé · Alto Médio Gurguéia · Alto Parnaíba Piauiense · Baixo Parnaíba Piauiense · Bertolínia · Campo Maior · Chapadas do Extremo Sul Piauiense · Floriano · Litoral Piauiense · Médio Parnaíba Piauiense · Picos · Pio IX · São Raimundo Nonato · Teresina · Valença do Piauí